# قرار مجلس الأمن التابع للأمم المتحدة رقم 1439
قرار مجلس الأمن التابع للأمم المتحدة رقم 1439، المتخذ بالإجماع في 18 أكتوبر / تشرين الأول 2002، بعد إعادة التأكيد على القرار 864 (1993) وجميع القرارات اللاحقة بشأن أنغولا، ولا سيما القرارات 1127 (1997)، 1173 (1998)، 1237 (1999)، 1295 (2000)، 1336 (2001) و1348 (2001) و1374 (2001) و1404 (2002) و1412 (2002) و1432 (2002)، مدد المجلس آلية رصد العقوبات المفروضة على يونيتا لمدة شهرين حتى 19 كانون الأول / ديسمبر 2002 ورفع حظر السفر ضد أعضائها.
وأعرب مجلس الأمن عن قلقه إزاء آثار الحرب الأهلية على الوضع الإنساني، ورحب بالخطوات التي اتخذتها الحكومة الأنغولية لتنفيذ بروتوكول لوساكا والاتفاقيات الأخرى. وبموجب الفصل السابع من ميثاق الأمم المتحدة، مدد المجلس آلية المراقبة لفترة إضافية مدتها شهرين وطلب منه تقديم تقرير دوري إلى اللجنة المنشأة بموجب القرار 864 مع تقرير إضافي بحلول 13 كانون الأول / ديسمبر 2002. علاوة على ذلك، كان مطلوبًا منها تقديم تقرير في غضون 10 أيام عن خطة عمل لعملها المستقبلي. وطُلب من رئيس اللجنة أن يقدم التقرير بحلول 19 كانون الأول / ديسمبر 2002 إلى المجلس، لا سيما فيما يتعلق بانتهاكات العقوبات.
وطُلب من الأمين العام كوفي عنان تعيين خبيرين للعمل في آلية المراقبة واتخاذ الترتيبات المالية لهذا الغرض. تمت دعوة جميع الدول للتعاون مع الآلية خلال فترة ولايتها.
أخيرًا، قرر القرار أن حظر السفر المفروض على مسؤولي يونيتا سينتهي في 14 نوفمبر 2002 وأن مراجعة جميع العقوبات الأخرى المفروضة على يونيتا ستتم بحلول 19 نوفمبر 2002.

## روابط خارجية
- نص القرار في undocs.org